# Dorfkirche Schellerhau
Die evangelische Dorfkirche Schellerhau im Altenberger Ortsteil Schellerhau entstand anstelle eines hölzernen Vorgängergebäudes gegen Ende des 16. Jahrhunderts. Im Laufe der Jahrhunderte erfuhr sie mehrfache Umgestaltungen und Ergänzungen. Mit den ursprünglichen und gut erhaltenen Bildern an der Decke und den Emporen zählt sie zu den schönsten Dorfkirchen in Sachsen und steht unter Denkmalschutz.
Die Kirche Schellerhau gehört zur Evangelisch-Lutherischen Kirchgemeinde Altenberg-Schellerhau mit Zinnwald und Oberbärenburg und zur Evangelisch-Lutherischen Landeskirche Sachsens.

## Geschichte

### Kirchengebäude

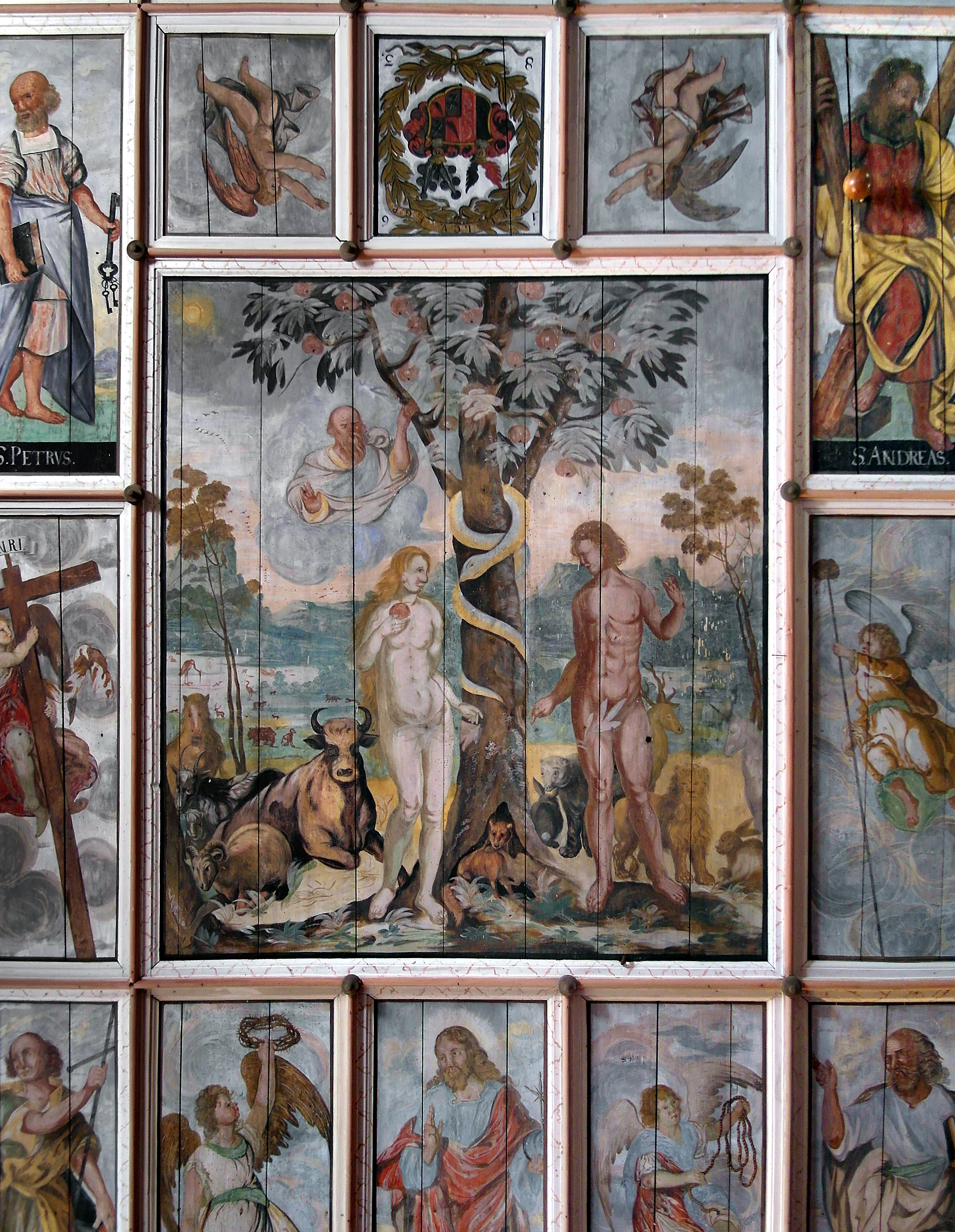
Holzfelderdecke mit Adam und Eva Gemälde

Die ersten Schellerhauer Siedler besuchten den Gottesdienst in dem 9 km entfernten Johnsbach, dessen Pfarrer die Glashütte und einige kleine Orte in der Umgebung betreute.
1561 errichteten die Schellerhauer ein einfaches hölzernes Kirchengebäude in ihrem Ort, woraufhin ihnen Kurfürst August von Sachsen die Anerkennung als selbstständige Kirchfahrt erteilte. Bei seinem Besuch stiftete er eine kleine Glocke, die 1543 gegossen worden war, 300 kg wiegt und die Inschrift „Ave Maria, gratia plena 1543“ („Gegrüsst seist du, Maria, du Gnadenreiche 1543“) trägt.
Diese Holzkirche wurde nach fast 50 Jahren abgerissen, die erste Glocke und der Taufstein sind jedoch erhalten geblieben und wurden in den Neubau eingefügt.
Nun bauten die Bergleute und Bauern des Ortes in Anlehnung an den Stil der Frühromanik ein steinernes Gotteshaus, das 1593 eingeweiht wurde. Anfänglich saß in der Mitte des Daches ein Dachreiter, der erst im 18. Jahrhundert abgebaut und durch einen an das Kirchengebäude angebauten steinernen Kirchturm ersetzt wurde. In ihm befinden sich die bronzenen Kirchenglocken. Zu der ersten Glocke von 1543 waren inzwischen zwei weitere, größere hinzugekommen.
Das älteste erhaltene Kirchenbuch beginnt mit Nachrichten aus dem Jahr 1725 und ist unter anderem eine Quelle zur Geschichte der Kirche.

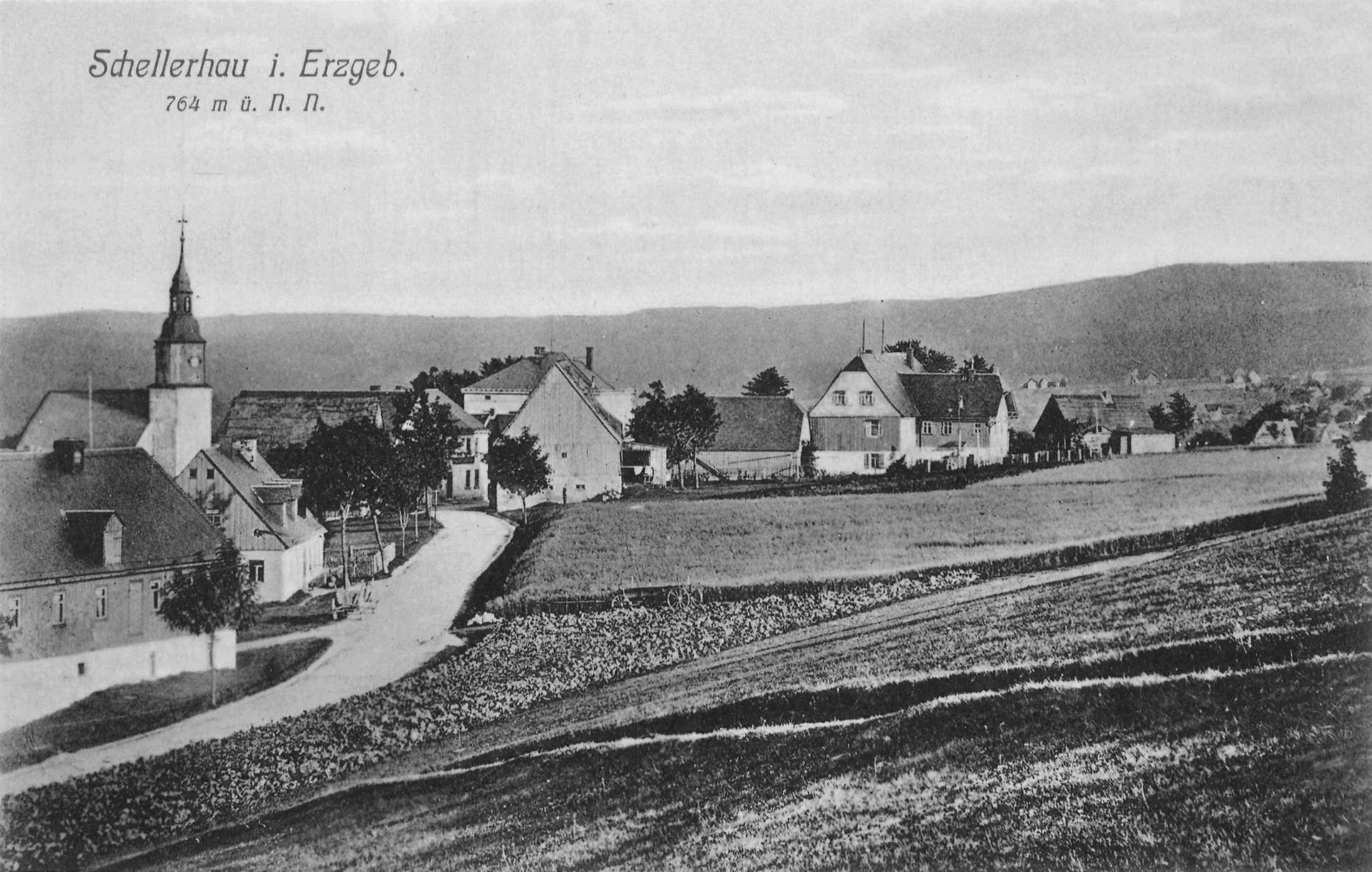
Schellerhau mit der dominierenden Dorfkirche, ca. 1900

Der Kirchturm erhielt 1904 anstelle der Holzschindeln eine mit Kupferblech verkleidete Haube.
Seit den 1980er Jahren wurden dank des Engagements des damaligen Pfarrerehepaares Günzel und der heutigen Pfarrersfamilie Hacker, der Unterstützung durch den Kirchenvorstand und mit vielen Helfern das Kirchengebäude und seine Umgebung schrittweise renoviert bzw. saniert.

### Pfarrhaus
Das erste neben der Kirche errichtete Pfarrhaus fiel 1632 den Holckschen Reitern zum Opfer – sie plünderten und vernichteten es. Die Einwohner bauten ein neues Pfarrhaus, das am 16. Januar 1717 bei einem nächtlichen Feuer ausbrannte. Die schriftlich überlieferten Ausschmückungen des Kirchengebäudes sowie die entsprechenden Kirchenbücher wurden dabei ebenfalls ein Raub der Flammen.

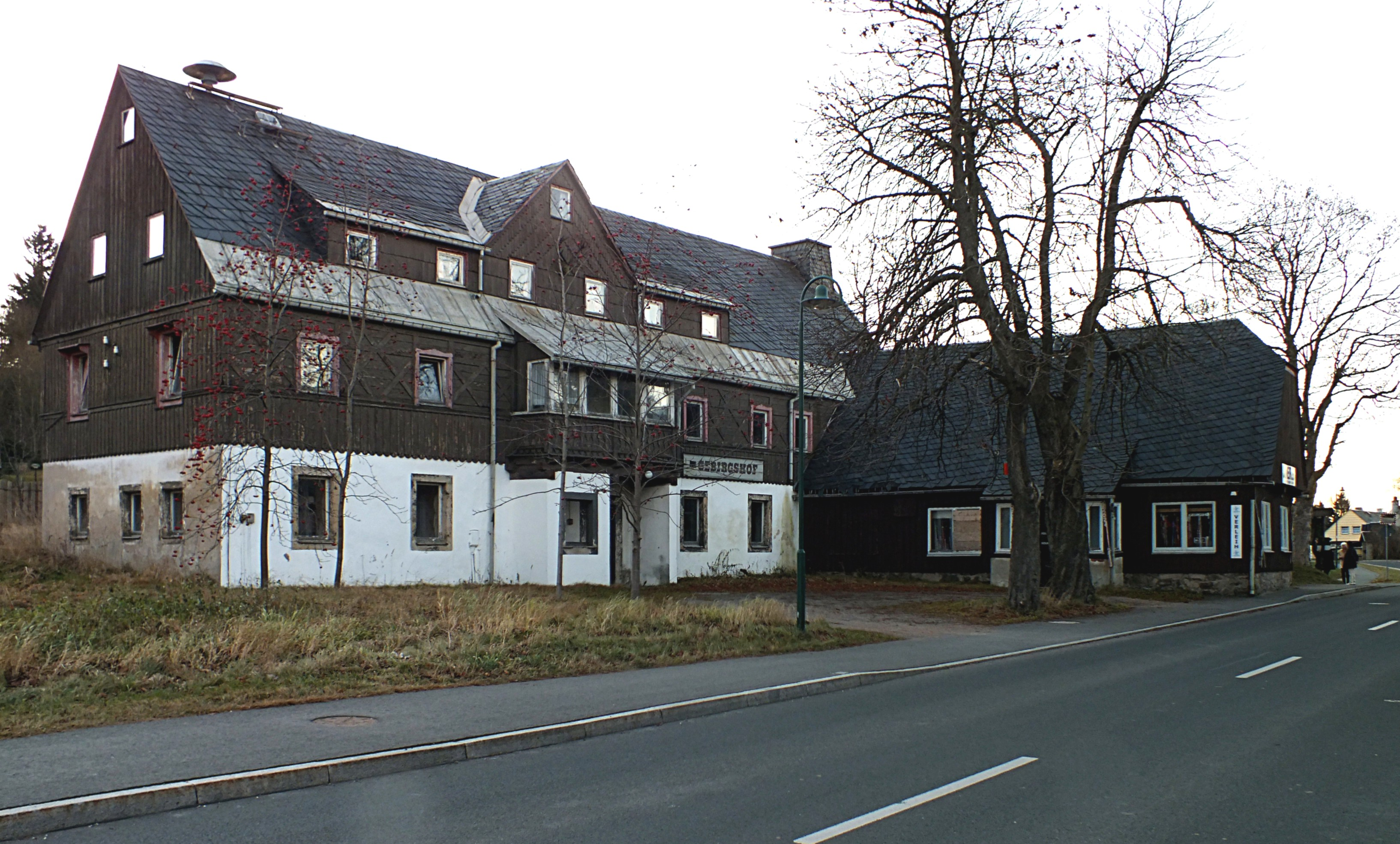
Ehemaliges Pfarrhaus, später Gebirgshof, nun (Stand 2011) leerstehend

Ein neues Pfarrhaus wurde im Jahr 1721 gebaut, das jedoch 1891 schon so baufällig geworden war, dass ein kompakteres Gebäude errichtet werden musste. Das alte Pfarrhaus wurde an den Privatmann Fritz Müller aus Dippoldiswalde verkauft, der in und um Schellerhau die Jagd gepachtet hatte. Er ließ das Haus zu Sommerwohnungen umbauen und vermietete diese an Erholungssuchende oder Jagdgesellschaften. 1912 gelangte dieses Gebäude in den Besitz von Alfred Meumann, der es zu einer Einkehrstätte für Sportler umgestalten ließ. Die zugehörigen Stallungen wurden Gastraum und Küche, aus der Scheune wurde der Speisesaal hergerichtet. Das so entstandene Gasthaus erhielt den Namen Sportheim, der später in Gebirgshof umgeändert wurde. Zu DDR-Zeiten war er eine Gaststätte mit Unterkunft unter Bewirtschaftung der HO. Er sollte (Stand 2014) in einen historischen Zustand zurückgebaut werden, wurde aber inzwischen abgerissen.
Das heute vorhandene Pfarrhaus direkt an der Hauptstraße gelegen, ist das am Ende des 19. Jahrhunderts errichtete. Es hat eine Grundfläche von circa 12 × 14 Metern.

## Architektur

### Kirchenschiff

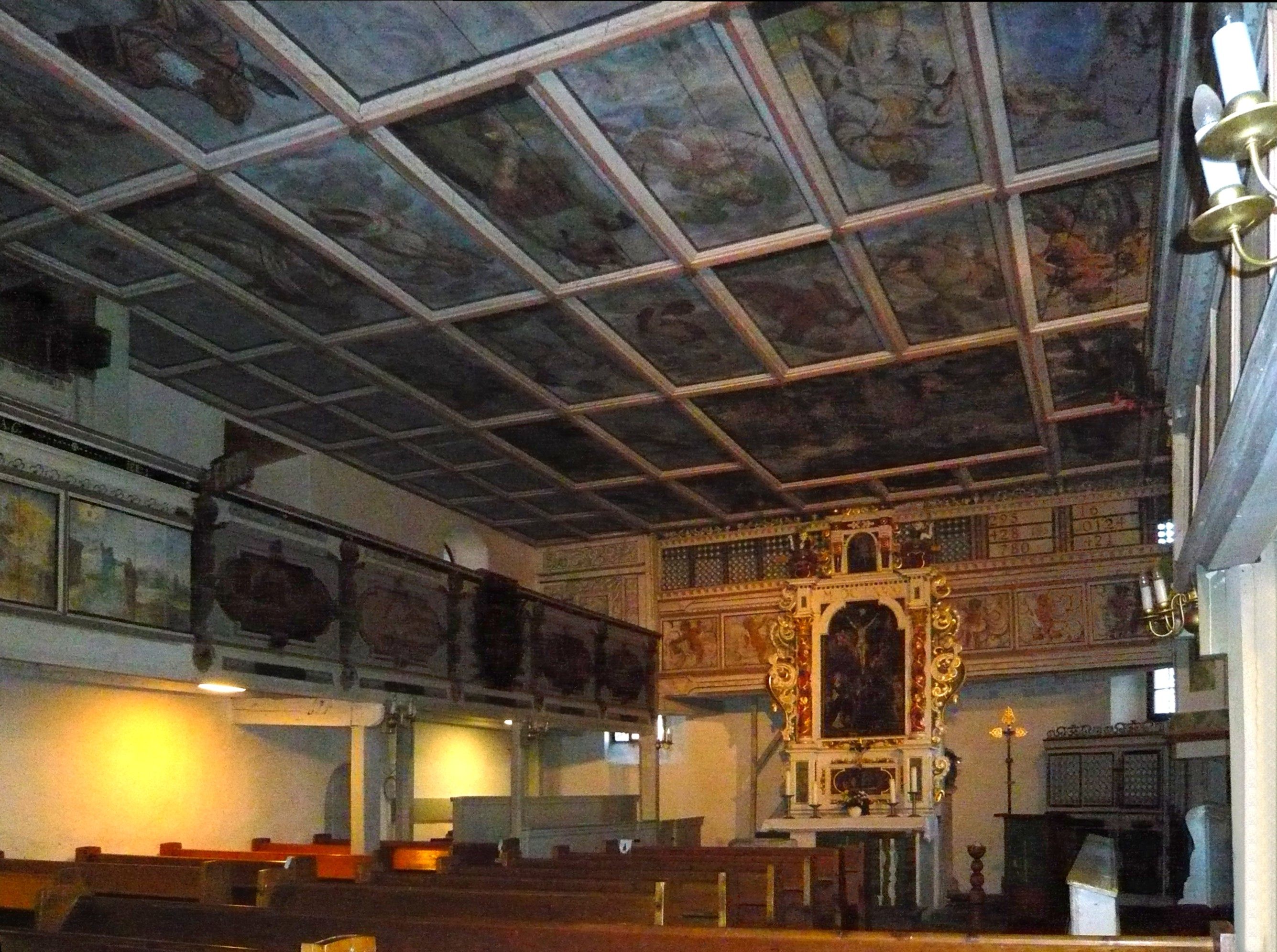
Blick in den Kirchenraum

Es handelt sich um eine einschiffige Hallenkirche mit rechteckigem Grundriss (15 Meter × 10 Meter), an dem im Nordwesten ein Anbau als Sakristei (etwa 7 Meter × 2,50 Meter), im Südosten ein überdachter vorgezogener Eingangsbereich und am westlichen schmalen Giebel der fast quadratische Kirchturm angefügt sind.
Die Stützen der Empore gliedern den Hauptraum in die Fläche für die Kirchenbänke und in kleinere Nischen. Neben dem Altar befinden sich Betstübchen, die ursprünglich den Forstgesellen vorbehalten waren.

### Turm
Der westlich an das Kirchenschiff angebaute Turm mit einer fast quadratischen Grundfläche von rund 5,50 Meter × 5 Meter wurde 1724 begonnen und 1756 oder 1790 fertiggestellt. In ihm befindet sich der Glockenstuhl für das dreistimmige Geläut. Der Turm wird von einer achteckigen kupfernen Haube abgeschlossen, auf dessen Spitze ein Turmknopf und darüber eine Wetterfahne sowie ein vergoldetes Kreuz sitzen.
In der Turmnische wurde eine Gedenktafel für die 60 im Zweiten Weltkrieg gefallenen Schellerhauer Bürger angebracht.

### Glocken
Die Schellerhauer Dorfkirche besitzt drei verschieden große Bronzeglocken, die zu unterschiedlichen Zeiten gegossen wurden.
Die größte Glocke wurde im Ersten Weltkrieg ausgebaut und zum Einschmelzen abgeliefert. Man hatte dann in den 1920ern eine neue gießen und installieren lassen. Kurz vor dem Ende des Zweiten Weltkriegs wurde wieder Glockenbronze zu Kriegszwecken benötigt und die Gemeinde musste nun die Mittlere und die Große abgeben. Jedoch wurde nur die Mittlere für Kriegszwecke eingeschmolzen. Die große Glocke fand sich nach Kriegsende unversehrt auf dem Glockenzwischenlager in Hamburg und kam 1949 in den Turm zurück. Nur die kleinste Glocke hat die Jahrhunderte überdauert.
Der frühere hölzerne Glockenstuhl wurde 1965 durch einen aus Stahl ersetzt. Dieser und die Glockenaufhängungen (Joche) waren nach fast 50-jährigem Gebrauch nicht mehr sicher und mussten dringend ersetzt bzw. saniert werden. Für eine denkmalgerechte Sanierung durch eine neue Konstruktion aus Eichenholz und Überarbeitung der Glocken wurden rund 60.000 Euro benötigt, die zum Teil vom Land Sachsen als Fördermittel, zum Teil von der Kirchengemeinde und zum größeren Teil aus Spenden aufgebracht werden konnten. Zwischen Juli und Oktober 2010 wurden die Sanierungsarbeiten erledigt und am 14. November erklangen wieder alle drei Glocken.

## Ausstattung

### Altar

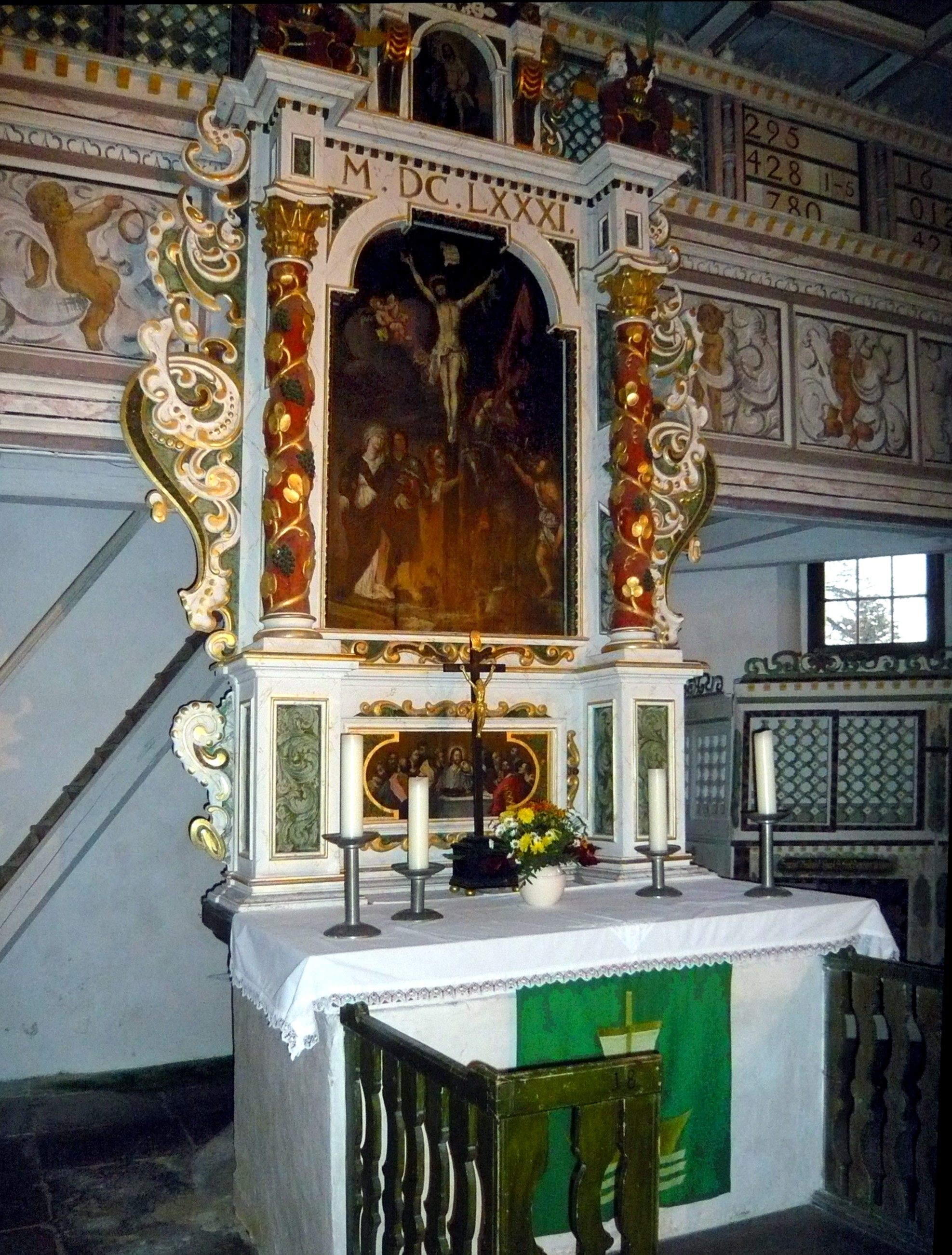
Altar

Das Altarbild, 1681 von Chr. Männchen (Männigen) gemalt, stellt die Kreuzigung dar, darunter in der Predella ist das letzte Abendmahl und darüber die Auferstehung dargestellt.
Auf dem Altartisch können zwei zinnerne Bergmannsleuchter aufgestellt werden, die 1684 der Kirchgemeinde aus Geising und Zinnwald geschenkt worden waren. 1813 entwendeten durchziehende französische Soldaten der Napoléon-Armee die Stücke. 1913 fand man die beiden Leuchter in Köln und die Gemeinde hätte sie für 400 Reichsmark zurückkaufen können. Zur damaligen Zeit fehlte jedoch das Geld; erst 1940 konnten sie nach einer Spendensammlung in die Schellerhauer Kirche zurückkehren.

### Taufstein

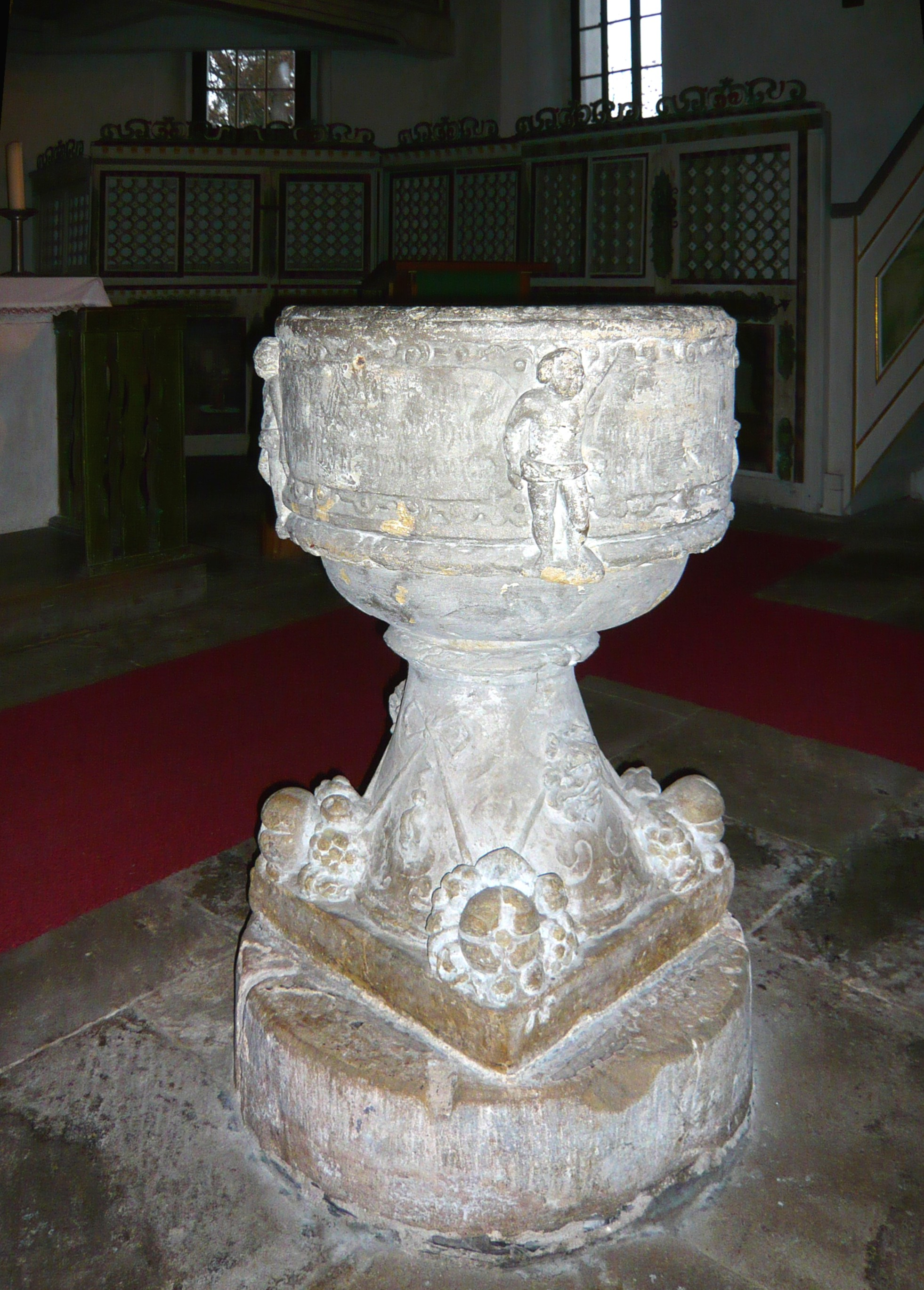
Taufstein

Er wurde 1560 aus Sandstein gefertigt und mit Ornamenten, Fruchtgehängen, Putten sowie Sprüchen in deutscher und lateinischer Sprache geschmückt. Eine aus Kupfer getriebene Taufschale zeigt eine stilisierte Taube als Sinnbild für den heiligen Geist.

### Emporen
Der Kirchenraum ist umlaufend mit geschnitzten und bemalten Emporen ausgestattet. Beim Neubau der Orgelempore im Zusammenhang mit dem Einbau eines neuen Instruments waren in früheren Jahrhunderten einige Gemälde-Felder herausgenommen worden, die im Dachstuhl verbaut wurden. Die noch vorhandenen Gemälde, auch an der Decke, wurden erstmals Mitte der 1970er durch die Dresdner Künstler Max Merbt, Rudolf Gebhardt und Max Rosenlöscher restauriert.
An der bemalten  Holzkassettendecke sind die folgenden Motive dargestellt:
- Adam und Eva (nach einem Motiv von Albrecht Dürer)
- die Kreuzigung Jesu

umgeben von Aposteln, Evangelisten und Engeln mit Leidenswerkzeugen.
An den Emporen sind Szenen aus dem Alten Testament (Nordseite) und aus dem Leben Jesu (Südseite) dargestellt.
Die kleineren Tafeln hinter dem Altar zeigen Engel, die vom auferstandenen Christus die Marterwerkzeuge entfernen.
Bei weiteren Umbauarbeiten zu Beginn der 1990er Jahre fand man die ausgebauten Bildwerke, mit der Bildseite nach unten, als Bestandteile der Dachdielung. Ein solches Brett diente bei späteren Restaurierungsarbeiten an der Orgel und der Empore dem Holzbildhauer Hans Kazzer aus München als Vorlage für seine Überarbeitungen und Ergänzungen.

### Kanzel

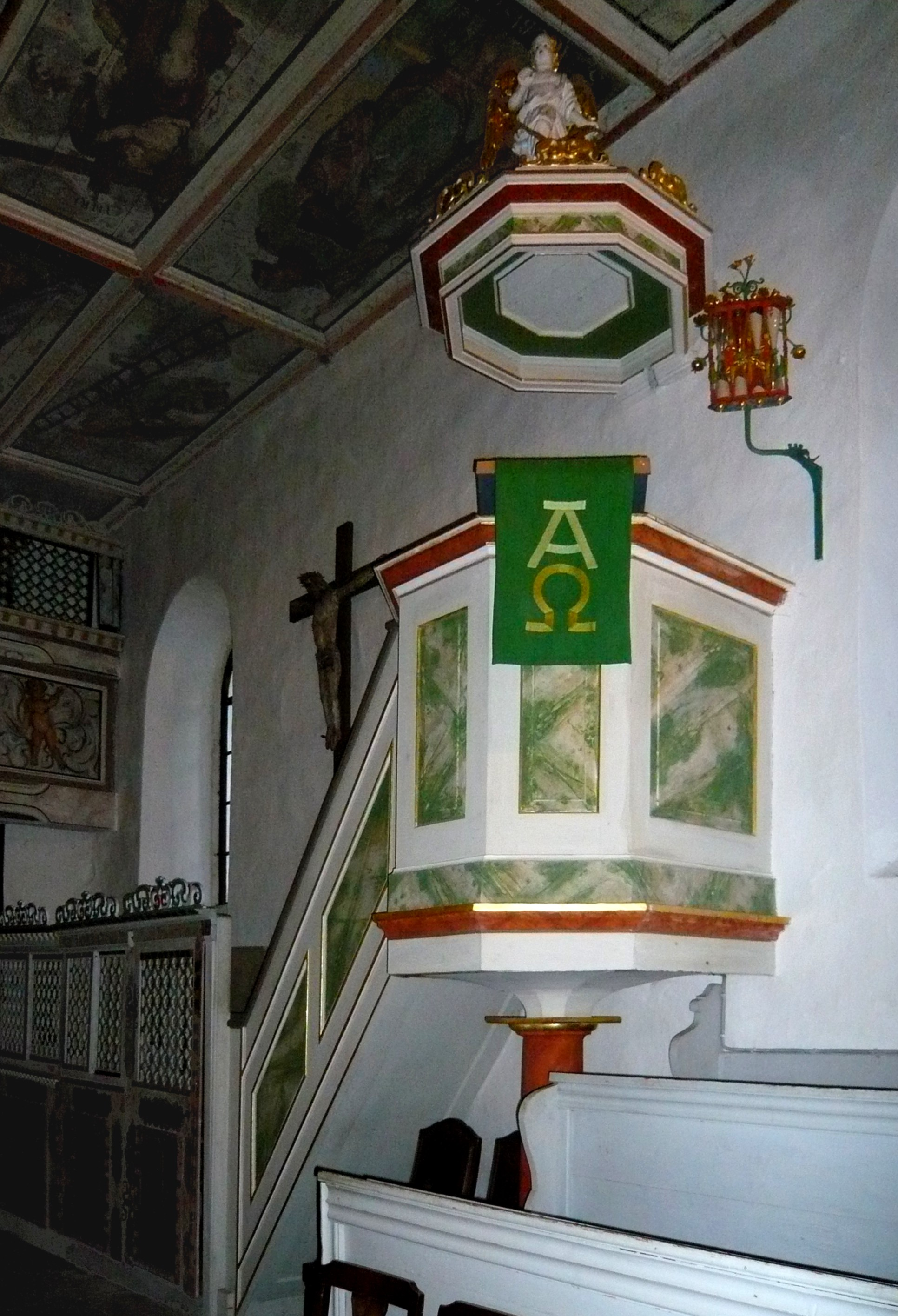
Kanzel

Das Kruzifix am Kanzelaufgang wurde der Gemeinde wahrscheinlich bei Gründung der ersten Kirche als Ausrüstungsgegenstand geschenkt.
An der Tür zur Kanzel sieht man einen betenden Forstmann, der entsprechend der darüber befindlichen Inschrift „C.R.V.C.CFSO.F.U.W.M.“ als „Carl Rudolf von Carlowitz, Churfürstlich Sächsischer Ober-Forst Und Wild-Meister“ identifiziert werden konnte. Er finanzierte die bildliche Ausgestaltung der Kirche in den Jahren 1681 bis 1684, die Bilder konnten in den Jahren 1974 bis 1976 vor dem Verfall bewahrt werden.
Die Schellerhauer Gemeinde kaufte anlässlich der umfangreichen Renovierungsaktion im Jahr 1979 die heute in der Kirche aufgestellte Kanzel, die aus einer Kirche in Alt-Penig stammt.

### Orgel
Bereits im ersten Steingebäude muss eine Orgel vorhanden gewesen sein, der Orgelbaumeister ist jedoch nicht überliefert. Deren Prospekt war unter anderem mit Bildern geschmückt, die als „Armen-Bibel“ dienten. Am 1. Juni 1856 nennt ein Zeitungsartikel die Weihe einer Orgel durch den Orgelbaumeister Carl Traugott Stöckel aus Dippoldiswalde, der die Orgel des 1771 eingebauten Werkes ablöste.

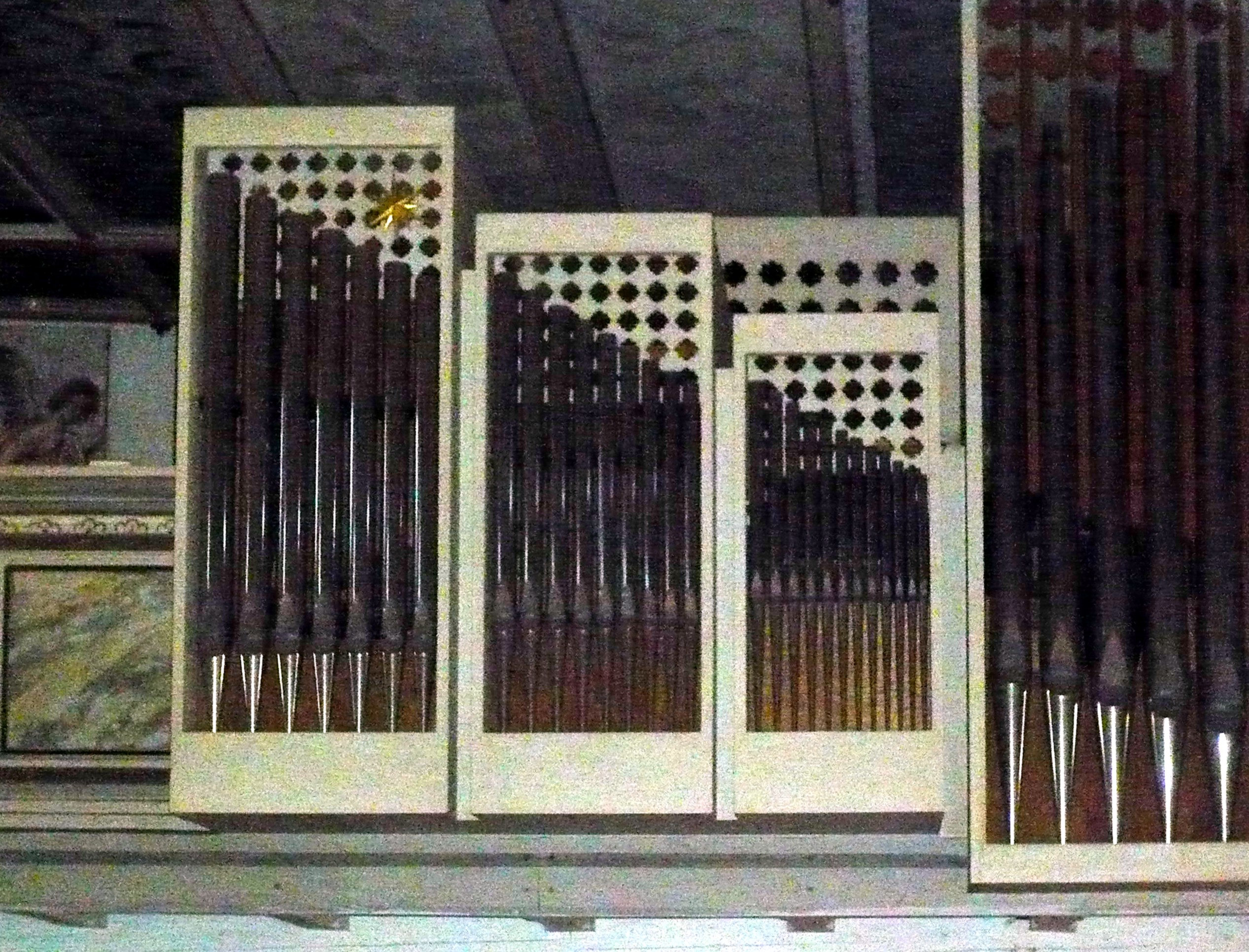
Schuster-Orgel

Im Jahr 1973 erhielt die Schellerhauer Kirchengemeinde eine in der Werkstatt des Orgelbaumeisters Schuster in Zittau hergestellte neue Orgel. Sie besitzt 755 Orgelpfeifen, ein Manual und 10½ Register.
Die Orgelempore wurde bei dieser Gelegenheit unter Leitung des Dresdner Architekten Christian Möller erneuert und gut in das alte Gebäude eingefügt.

## Gemeindeleben
Der gesamte Kirchenverbund, bestehend aus neun Kirchen in fünf Orten, unterhält einen gemeinsamen Kirchenchor mit ca. 25 Sängern, einen gemeinsamen Posaunenchor mit 20 Bläsern, einen kleinen Kinderchor und drei Flötenkreise. In den Gemeindekirchen finden auch öffentliche Konzerte unter Benutzung der Orgeln statt. Gottesdienste, Konfirmationen, Taufen, Hochzeiten, Begräbnisfeiern, Erntedankfeste und einige Gesprächskreise runden das Angebot ab. Das Spangenberg-Sozial-Werk e. V.  wird mit regelmäßigen Kleidersammlungen unterstützt.
Das Pfarramt Schellerhau ist mit Markus Hacker und seiner Frau Sabine besetzt (Stand Dezember 2011).

## Kirchhof
Auf der Südost- und der Nordwestseite des Kirchengebäudes befindet sich der Friedhof.